# André Gaudreault
André Gaudreault (né le 23 avril 1952 à Québec) est un historien et théoricien du cinéma, titulaire de la Chaire de recherche du Canada en études cinématographiques et médiatiques.

## Biographie
Après avoir obtenu un baccalauréat en 1975 à l’université Laval, à Québec, il poursuit ses études à l’Université Sorbonne-Nouvelle, où il entreprend un doctorat sous la direction de Michel Marie et de Michel Colin, qu’il termine en 1983 avec une thèse intitulée « Récit scriptural, récit théâtral, récit filmique : prolégomènes à une théorie narratologique du cinéma ». Durant ses études, il se familiarise avec la pensée de Gérard Genette sur la narratologie et avec celle de Christian Metz sur la sémiologie du cinéma; ces deux chercheurs ont exercé une forte influence sur ses travaux.
Après son doctorat, il est nommé professeur agrégé, puis professeur titulaire, à l’Université Laval, où il enseigne jusqu'en 1991, année où il est engagé comme professeur titulaire à l’Université de Montréal. Il a fondé en 1992, avec Germain Lacasse, le Groupe de recherche sur l'avènement et la formation des institutions cinématographique et scénique puis, en 1997, avec trois collègues de l'Université de Montréal, le Centre de recherche sur l'intermédialité (CRI), qu’il a dirigé jusqu'en 2005. De 1999 à 2016, il a été le directeur de la revue Cinémas. En 2010, il a fondé avec Denis Héroux l’Observatoire du cinéma au Québec, un carrefour universitaire encourageant les échanges et les partenariats entre les professionnels du cinéma au Québec et les étudiants en cinéma. En 2012, il a cofondé avec Gilles Mouëllic (Université Rennes 2) et Maria Tortajada (Université de Lausanne), le partenariat international de recherche TECHNÈS, dont il est également le directeur général. 
Titulaire depuis 2013 de la Chaire de recherche du Canada en études cinématographiques et médiatiques, il a fondé en 2016 le Laboratoire CinéMédias et il dirige actuellement le Programme de recherche sur l'archéologie et la généalogie du montage/editing (PRAGM/e), qu'il a cofondé en 2018.

## Travaux
Les travaux d'André Gaudreault interrogent les tout premiers temps du cinéma dans une perspective à la fois historiographique et narratologique. Cette double orientation est au cœur de ses deux principaux ouvrages, Du littéraire au filmique (1988) et Cinéma et attraction (2008), dans lesquels il souligne l’importance de l’intrication des pratiques culturelles dans la genèse du cinéma, ainsi qu'un certain nombre de contingences économiques, techniques et juridiques. Connu pour le concept de « cinéma des attractions » ou de « cinématographie-attraction », André Gaudreault est également l’un des tout premiers chercheurs à avoir mis de l’avant les notions d’« intermédialité » et de « séries culturelles ».
Il est le coauteur, avec François Jost, du Récit cinématographique, ouvrage d’introduction aux théories narratologiques du cinéma réédité à plusieurs reprises et traduit en plusieurs langues. Développant une terminologie empruntée à Gérard Genette, Tzvetan Todorov et Étienne Souriau, ce livre explore les différentes composantes du récit cinématographique, telles que le narrateur filmique, le temps, l’espace, le point de vue. Francesco Casetti explique : « Le mérite de [Gaudreault et Jost] consiste surtout à avoir exploré les relations entre histoire racontée et acte de narration, et à avoir cerné dans la rencontre de ces deux composantes les origines des diverses formes du récit ».
Avec Philippe Marion, professeur à l’UCLouvain, il est l’auteur de nombreux articles sur ce que les deux chercheurs appellent la « généalogie des médias » et la « double naissance des médias ». Ces travaux portant sur la narrativité du cinéma naissant et sur l'institutionnalisation des pratiques cinématographiques ont abouti à la rédaction d’un ouvrage sur les transformations récentes du cinéma dans la foulée de la « révolution numérique ». La fin du cinéma? Un média en crise à l’ère du numérique (2012) se penche sur les multiples « morts annoncées » du cinéma et interroge l’impact qu’ont eu ces périodes de transition sur l’identité même du cinéma.

### La «nouvelle histoire du cinéma»
Les premières recherches d’André Gaudreault s’inscrivent dans le contexte de « redécouverte » du cinéma des premiers temps par les tenants de la « nouvelle histoire ». Elles résultent en partie de sa participation au 34e congrès de la FIAF à Brighton (1978), où ont été présentées des centaines de vues animées réalisées entre 1900 et 1906 et jusqu'alors pratiquement inconnues. Gaudreault sera l’un des fondateurs de Domitor (l'Association internationale pour le développement de la recherche sur le cinéma des premiers temps), dont il sera le premier président élu, de 1987 à 1995. L'avènement de la « nouvelle histoire du cinéma » coïncide avec l’émergence des études cinématographiques dans les universités nord-américaines. Les historiens de la « nouvelle histoire » rejettent les approches téléologiques et linéaires qui caractérisaient jusque-là les histoires du cinéma. Ils sont animés avant tout par un souci d’exactitude scientifique plutôt que par la cinéphilie et préconisent une analyse fine des sources d’époque (filmiques et non filmiques) et le travail en archives. André Gaudreault a signé de nombreux articles dans cette optique historiographique. Ces articles portent entre autres sur l'historiographie et la périodisation, les trucages et la mise en scène (principalement chez Georges Méliès), l’exhibition cinématographique et le bonimenteur-conférencier, la mise en scène et le jeu d'acteur dans les vues animées, les catalogues de vente et les documents promotionnels, les jouets optiques, etc.

### Le montage
André Gaudreault a consacré de nombreux travaux aux premières pratiques de montage. Grâce à l’analyse attentive de nombreuses vues animées d’avant 1905, souvent décrites comme des tableaux sans coupes (notamment les historiens Georges Sadoul et Jean Mitry, Gaudreault a montré que le cinéma des premiers temps recourait fréquemment au montage, mais à des fins souvent autres que narratives. Les procédés de montage, dans les premières années du cinéma, sont souvent héritées d’autres pratiques culturelles contemporaines, en particulier la photographie, la prestidigitation et la lanterne magique. Les travaux d’André Gaudreault soulignent que ces pratiques privilégient, dans un premier temps, un mode de représentation de type monstratif, dans la logique d’une attraction théâtrale ou d’une pièce en un acte. Progressivement, les procédés de montage (comme le montage alterné) remplissent une fonction narrative.

### Le cinéma des attractions et la «cinématographie-attraction»
En 1989, André Gaudreault coécrit avec Tom Gunning un article important pour la nouvelle histoire du cinéma, « Le cinéma des premiers temps: un défi à l’histoire du cinéma ». Les deux auteurs popularisent un concept-clef, le « cinéma des attractions » (ou « cinématographie-attraction »). Le cinéma de attractions est une thèse proposée par André Gaudreault et Tom Gunning pour caractériser le style de la cinématographie des premiers temps. Les vues animées se déclinent selon des modalités propres au cinéma naissant : frontalité de la mise en scène, brièveté et uniponctualité de la vue, conçue parfois sur le mode du tableau en un acte, sans coupes apparentes, nombreux regards caméra, caractère ostentatoire des effets comiques ou féeriques,. Gaudreault et Gunning distinguent des réalisations où prédominent des « attractions monstratives », en particulier dans les vues réalisées entre 1895 et 1905, et des réalisations où prédomine un mode « d’intégration narrative », notamment dans les productions plus tardives.

### Intermédialité et séries culturelles
André Gaudreault approche les tout premiers temps du cinéma et les pratiques cinématographiques dans une perspective intermédiale. L’approche intermédiale consiste à prendre en compte les pratiques culturelles contemporaines qui ont inspiré ou formé les cinématographistes. Selon lui, les pratiques cinématographiques des débuts résultent d’un « maillage intermédial » favorisant un « bric-à-brac d’institutions ». Initialement, les pratiques cinématographiques ne sont pas proprement cinématographiques. Elles n’acquièrent un caractère cinématographique que par la force des choses, phénomène que Gaudreault appelle l’« institutionnalisation » du cinéma. Il montre que l’« institutionnalisation » est un phénomène évolutif qui suppose une stabilisation, une spécification et une légitimation des pratiques. Dans les premières années du cinéma, les pratiques cinématographiques s’inspirent de procédés issus de « séries culturelles » à caractère attractionnel avant de constituer une « série culturelle » à part entière. Ces « séries culturelles » sont des pratiques médiatiques avec des conventions et des usages spécifiques, comme la féerie, la lanterne magique ou la prestidigitation.

## Principaux ouvrages
- André Gaudreault et François Jost, Le récit cinématographique. Films et séries télévisées, Paris, Armand Colin, 2017 (3e éd. revue et augmentée du Récit cinématographique, paru en 1990; trad. en espagnol,  coréen, chinois et portugais).
- André Gaudreault et Philippe Marion, La fin du cinéma? Un média en crise à l’ère du numérique, Paris, Armand Colin, 2013 (trad. en anglais).
- André Gaudreault et Philippe Marion, The Kinematic Turn: Film in the Digital Era and Its Ten Problems, Caboose, Montréal, 2012.
- André Gaudreault, Cinéma et attraction. Pour une nouvelle histoire du cinématographe, Paris, CNRS, 2008 (trad. en anglais et italien).
- André Gaudreault, Du littéraire au filmique. Système du récit, 2e éd. revue et augmentée, Paris/Québec, Armand Colin/Nota bene, 1999 (trad. en italien, anglais, chinois et espagnol).

## Responsabilités éditoriales
- André Gaudreault et Martin Lefebvre (dir.), Techniques et technologies du cinéma. Modalités, usages et pratiques des dispositifs cinématographiques à travers l’histoire, Rennes, Presses universitaires de Rennes, 2015.
- André Gaudreault, Laurent Le Forestier et Stéphane Tralongo (dir.), Méliès, carrefour des attractions, suivi d'une édition critique de la Correspondance de Georges Méliès (1904-1937) établie par Jacques Malthête, Rennes, Presses universitaires de Rennes, 2014.
- Nicolas Dulac, André Gaudreault et Santiago Hidalgo (dir.), A Companion to Early Cinema, Hoboken, Wiley-Blackwell, 2012.
- André Gaudreault (dir.), American Cinema, 1890-1909: Themes and Variations (premier volume de la collection « Screen Decades: American Culture/American Cinema »), New Brunswick, Rutgers University Press, 2009.
- André Gaudreault, Catherine Russell et Pierre Véronneau (dir.), Le Cinématographe, nouvelle technologie du XXe siècle/The Cinema, A New Technology for the 20th Century, Lausanne, Payot, 2004.

## Honneurs
- 1997-1999 - Bourse de recherche Killam[42].
- 2010 - Prix international Jean-Mitry, remis annuellement par le comité organisateur du festival international Le Giornate del Cinema Muto à Pordenone (Italie), à des personnes ou à des institutions qui se sont distinguées par leur contribution à la préservation et à la revalorisation du cinéma muet[42].
- 2013 - Titulaire d'une bourse Guggenheim, obtenue en récompense de sa « production scientifique exceptionnelle[42] ».
- 2014 - Élu membre de la Société royale du Canada (division Lettres et sciences humaines de l’Académie des arts, des lettres et des sciences humaines), en reconnaissance de sa « contribution exceptionnelle » à la vie intellectuelle du Canada[43][source insuffisante].
- 2014 - Prix Acfas André-Laurendeau, décerné annuellement « à un chercheur pour souligner l'excellence et le rayonnement de ses travaux et de ses actions dans le domaine des sciences humaines[44],[42] ».
- 2016 - Nommé chevalier de l'ordre des Arts et des Lettres par le ministère de la Culture de la République française[45],[46].
- 2017 - Prix Léon-Gérin, « la plus haute distinction décernée annuellement par le gouvernement du Québec » dans le domaine des sciences humaines et sociales[47].
- 2018 - Prix Killam en sciences humaines, décerné par le Conseil des arts du Canada pour récompenser « les réalisations professionnelles d'éminents chercheurs et scientifiques canadiens[48],[49] ».
- 2019 - Doctorat honoris causa de l'Université Paul-Valéry Montpellier 3[50].
- 2021 - Doctorat honoris causa de l'Université Rennes 2[51].
- 2022 - Officier de l'Ordre du Canada[52].
- 2024 - Prix Grand Diplomé de l'Université Laval[53].